# Ardãos e Bobadela
Ardãos e Bobadela ist eine portugiesische Gemeinde (Freguesia) im Kreis (Concelho) Boticas im Norden Portugals.

## Geschichte
Die Gemeinde entstand im Zuge der Gebietsreform vom 29. September 2013 durch die Zusammenlegung der ehemaligen Gemeinden Ardãos und Bobadela. Bobadela wurde Sitz der neuen Verwaltung.

## Demographie
| Freguesia | Freguesia         | Freguesia | Freguesia       | ehemalige Freguesias | ehemalige Freguesias | ehemalige Freguesias | ehemalige Freguesias |
| --------- | ----------------- | --------- | --------------- | -------------------- | -------------------- | -------------------- | -------------------- |
| Wappen    | Freguesia         | Einwohner | Fläche in (km²) | Wappen               | Freguesia            | Einwohner            | Fläche in (km²)      |
|           | Ardãos e Bobadela | 463       | 37,12           |                      | Ardãos               | 249                  | 22,42                |
|           | Ardãos e Bobadela | 463       | 37,12           | Bobadela             | 330                  | 14,7                 |                      |